# Alchemilla transiens
Alchemilla transiens é uma espécie de rosácea do gênero Alchemilla, pertencente à família Rosaceae.